# Sal'it
Sal'it (hebrejsky סַלְעִית, podle slova סלע, tedy „skála“, v oficiálním přepisu do angličtiny Sal'it) je vesnice typu mošav a izraelská osada na Západním břehu Jordánu v distriktu Judea a Samaří a v Oblastní radě Šomron.

## Geografie
Nachází se v nadmořské výšce 270 metrů na západním okraji hornatiny Samařska v místech, kde tato hornatina přechází do Izraelské pobřežní planiny. Vesnice je situována na protáhlém hřbetu, který na jižní straně spadá do údolí vádí Nachal Alexander, na severní straně do údolí Nachal Avrech.
Sal'it leží cca 9 kilometrů severovýchodně od města Kalkílija, cca 55 kilometrů severozápadně od historického jádra Jeruzalému a cca 32 kilometrů severovýchodně od centra Tel Avivu.
Vesnice je prakticky izolována od dopravní sítě Západního břehu Jordánu, protože na východě je oddělena bezpečnostní bariérou a silniční doprava je orientována přednostně na Izrael v jeho mezinárodně uznávaných hranicích, západně od Zelené linie, kam vede lokální spojovací silnice číslo 5533, která se pak napojuje na Transizraelskou dálnici číslo 6 a na další komunikace v aglomeraci Tel Avivu.
Sal'it leží v hustě osídlené oblasti na západním okraji Západního břehu Jordánu. Na východě se nachází skupina palestinských obcí Kafr Sur a al-Ras, na jihu leží Kafr Jammal. Na severozápadě pak už v mezinárodně uznávaných hranicích Izraele město Tajbe obývané izraelskými Araby. Jedinou bližší osadou obývanou izraelskými Židy je tak vesnice Cur Natan cca 3 kilometry západním směrem.

## Dějiny
Obec Sal'it byla založena v roce 1977. 19. dubna 1977 rozhodla izraelská vláda, že v této lokalitě bude zřízena osada nazývaná pracovně Cur Natan Bet. Mělo jít o osadu typu nachal, tedy kombinované vojenské a civilní sídlo. 18. dubna 1978 pak izraelská vláda stanovila, že tato osada (Nachal Sal'it) bude převedena na ryze civilní, což se pak skutečně v roce 1979 stalo. Územní plán počítal v první fázi s výstavbou 142 bytových jednotek (realizováno) a v druhé fázi s dalšími 175 byty (realizováno zatím z poloviny).
10. června 1984 rozhodla také vláda o zřízení další osady severně od Sal'it. Měla nést jméno Ja'arit (יערית, Ya'arit). Ja'arit ale nebyl nikdy postaven. Izraelská vláda totiž výstavbu osady Ja'arit odložila do vyjasnění majetkových poměrů na plánovaném staveništi.
Mošav je pojmenován podle skalnaté krajiny v místě, kde byl postaven. Západně od obce se nacházejí zbytky osídlení z byzantské éry. Za vznikem osady stálo náboženské sdružení Bnej Akiva. Iniciátorem založení Sal'it byl Josi Mešulam. V obci funguje zdravotní středisko, synagoga a mateřská škola.
Počátkem 21. století byla obec s okolím zahrnuta do izraelské bezpečnostní bariéry a fakticky tak přičleněna k sousedním oblastem za Zelenou linií, tedy v hranicích Izraele. Tato bariéra již byla postavena. V roce 2009 ale Nejvyšší soud Státu Izrael opakovaně rozhodl, že část bariéry východně od Sal'it má být demontována a postavena v nové trase, blíže k vlastní osadě tak, aby se minimalizoval zábor a územní separace soukromých zemědělských pozemků v majetku Palestinců ze sousedních vesnic.

## Demografie
Obyvatelstvo Sal'it je v databázi rady Ješa popisováno jako sekulární. Podle údajů z roku 2014 tvořili naprostou většinu obyvatel Židé (včetně statistické kategorie "ostatní", která zahrnuje nearabské obyvatele židovského původu ale bez formální příslušnosti k židovskému náboženství).
Jde o menší obec vesnického typu s dlouhodobě mírně rostoucí populací. K 31. prosinci 2014 zde žilo 604 lidí. Během roku 2014 populace stoupla o 8,2 %.
| Rok            | 1983 | 1985 | 1986 | 1987 | 1988 | 1989 | 1990 | 1991 | 1992 | 1993 | 1994 | 1995 | 1996 | 1997 | 1998 | 1999 | 2000 |
| -------------- | ---- | ---- | ---- | ---- | ---- | ---- | ---- | ---- | ---- | ---- | ---- | ---- | ---- | ---- | ---- | ---- | ---- |
| Počet obyvatel | 172  | 236  | 256  | 278  | 296  | 298  | 312  | 319  | 325  | 326  | 329  | 340  | 305  | 325  | 339  | 377  | 410  |

| Rok            | 2001 | 2002 | 2003 | 2004 | 2005 | 2006 | 2007 | 2008 | 2009 | 2010 | 2011 | 2012 | 2013 | 2014 |
| -------------- | ---- | ---- | ---- | ---- | ---- | ---- | ---- | ---- | ---- | ---- | ---- | ---- | ---- | ---- |
| Počet obyvatel | 425  | 439  | 441  | 443  | 447  | 429  | 474  | 465  | 498  | 524  | 526  | 542  | 558  | 604  |